# 威沙特 (密蘇里州)
威沙特（英語：Wishart）是位於美國密蘇里州波爾克縣的非建制地區。

## 歷史
威沙特的郵局於1884年設立，其後於1957年停運。

## 地理
威沙特所處的海拔為高於海平面297米（即974英呎），而該地所採用的時區為UTC-6，即北美中部時區（CST）。同時該地設有夏令時間，為UTC-6調快一小時，即UTC-5（CDT）。